# Schwarzer Pfuhl (Forst)
Der Schwarze Pfuhl (Forst) ist ein Waldgebiet am südlichsten Zipfel der Gemeinde Calvörde.

## Besonderheiten und Lage
Seine Fläche ist ganz vom Calvörder Forst umschlossen. In seinem Gebiet liegt der Calvörder Berg Jacobsberg. Außerdem liegt östlich der Schwarze Pfuhl, dieser ist nach dem Waldgebiet benannt und ein Wohnplatz der Gemeinde Bülstringen. Das Waldgebiet liegt an der Landstraße 24, die Calvörde mit Bülstringen verbindet. Aus der Calvörder Chronik ist bekannt, dass aus diesem Gebiet einst Bauholz für das Amt Calvörde herangeschafft wurde.
Koordinaten: 52° 20′ 1″ N, 11° 18′ 23,9″ O